# Sophie Karthäuser
Sophie Karthäuser (Malmedy, 1974) és una soprano belga, especialment reconeguda per la seva interpretació de papers mozartians.

## Formació
La seva formació musical comença al seu poble de Bellevaux-Ligneuville, on toca el clarinet en la banda (harmonie) local i on canta al cor de l'església. Als setze anys decideix fer classes de cant a l'acadèmia regional. El 1992, a l'edat de divuit anys, ingressa al Conservatori Reial de Lieja i després continua la seva formació a la Guildhall School of Music and Drama de Londres amb Noëlle Barker. Participa en algunes classes magistrals i pren classes particulars, sobretot amb una de les sopranos alemanyes més famoses del segle xx, Elisabeth Schwarzkopf.

## Carrera musical
Sophie Karthäuser va debutar com a Papagena a La flauta màgica de Mozart representada a l'Òpera de Frankfurt. Aviat fou convidada per tres importants institucions de Bèlgica: el Festival de Stavelot, l'Orquestra Filharmònica de Lieja i el teatre de La Monnaie. El festival de Stavelot la convida gairebé tots els anys entre 1997 i 2005, mentre que amb la Filharmònica de Lieja canta, entre d'altres, la part de soprano a la missa de Mozart en do menor, Les illuminations de Britten i el cicle de melodies amb orquestra Les Nuits d'été de Berlioz.
Es va incorporar a l'estudi d'òpera de La Monnaie i des de llavors ha interpretats papers operístics quasi cada temporada, com el de Despina a Così fan tutte de Mozart, el d'Euridice i el de la nimfa a L'Orfeo de Monteverdi, el d'Eritea a Eliogabalo de Cavalli, el de Hanako a Hanjo de Toshio Hosokawa, el de Zerlina a Don Giovanni de Mozart o d'Asteria a Tamerlano de Haendel. A banda de la seva activitat a Bèlgica, ha participat en nombrosos concerts i gravacions amb conjunts i orquestres com The Academy of Ancient Music, Collegium Vocale Gent, Les Arts Florissants, La Petite Bande, Akademie für Alte Musik Berlin o la Freiburger Barockorchester i amb directors com Riccardo Chailly, Nikolaus Harnoncourt, Thomas Hengelbrock, Philippe Herreweghe, René Jacobs i Marc Minkowski, entre d'altres.

## Discografia
- André Grétry, Àries d'òpera (Les Agrémens, Guy Van Waas)
- Boccherini, Stabat Mater (Les Folies Françoises, Patrick Cohën-Akenine)
- Handel, Il ritorno di Tobia (Cappella Coloniensis, Naxos Records)
- Handel, Faramondo (I Barochisti, Diego Fasolis, Virgin Classics)
- Handel, Orlando (B'Rock Orchestra, René Jacobs, Archiv, 2014)
- Haydn, Die Schöpfung (Les Arts Florissants, William Christie, Virgin Classics)
- Mozart, Àries, «Live at La Monnaie» (Cypres records)[3][4]